# Бряг Бакутис
Бряг Хобс (на английски: Bakutis Coast) е част от крайбрежието на Западна Антарктида, в централната част на Земя Мери Бърд, простиращ се между 73°50’ и 75°20’ ю.ш. и 109°30’ и 131° з.д. Брегът е разположен в средната част на Земя Мери Бърд, покрай бреговете на море Амундсен част от тихоокеанския сектор на Южния океан. На запад граничи с Брега Хобс, а на изток – с Брега Уолгрин на Земя Мери Бърд. Крайбрежието му е силно разчленено, заето от шелфовия ледник Гец и западната част на шелфовия ледник Кросън. Във външния сектор на първия са разположени островите Сайпъл и Карни, а във външния сектор на втория – остров Бер. Изцяло е покрит с дебела ледена покривка, над която стърчат отделни оголени върхове от северния сектор на планината Екзекютив Комити.
Брега Бакутис е открит, изследван и топографски заснет по време на двете американски антарктически експедиции (1939 – 1941 и 1946 – 1947), ръководени от адмирал Ричард Бърд. През 1966 г. Консултативният комитет по антарктическите вазвания на САЩ го наименува в чест Фред Бакутис, ръководител на морските сили по Антарктическата програма на САЩ през 1965 – 1967 г.